# Polnočno sonce
Polnočno sonce se nanaša na naravni pojav na območjih severno od arktičnega kroga in južno od antarktičnega kroga, pri katerem je sonce poleti nad obzorjem vidno tudi v času najnižje točke njegove dnevne orbite na nebu (polnoč).
Sonce, opazovano z lokacije neposredno na polarnem krogu, ne zaide enkrat letno – v času ustreznega severnega ali južnega poletnega solsticija. Ko čez dan doseže najnižjo točko nad obzorjem, se ponovno dvigne. 21. junija bo sonce v polarnem krogu zjutraj na vzhodu in bo vzšlo, dokler opoldne ne doseže najvišje točke na jugu. Nato se spet spusti, zvečer stoji na zahodu in se ob polnoči dotakne obzorja na severu.
Bolj kot se bližamo severnemu ali južnemu tečaju, dlje traja pojav. Ker sonce več dni ne zaide pod obzorje, to obdobje imenujemo tudi polarni dan. Na geografskem polu bi moral polarni dan trajati natančno pol leta, vendar zaradi loma svetlobe v zemeljski atmosferi traja nekoliko dlje.
Izraz polnočno sonce lahko povzroči tudi napačno prepričanje, da sonce vedno doseže najnižjo točko ob polnoči. Zaradi različnih faktorjev na določeni lokaciji pa je to le približni čas:
- Po eni strani je čas, ko je sonce na najnižji točki, odvisen od zemljepisne dolžine lokacije, saj časovni pas določa čas, ki tam velja kot srednji sončni čas določene zemljepisne dolžine; vendar to velja za interval več zemljepisnih dolžin. Na robu časovnega pasu zato lahko srednji sončni čas odstopa za 30 minut od tistega časovnega pasu (to odstopanje ostane konstantno skozi vse leto).
- Po drugi strani pa za določeno lokacijo tudi pravi sončni čas niha skozi leto za približno četrt ure (glej časovna enačba). Razlog za to je med drugim v tem, da Zemlja zaradi svoje rahlo eliptične orbite okoli sonca kroži z različnimi hitrostmi.
- Poleg tega se z ureditvijo poletnega časa prava polnoč prestavi še za eno uro.

Na Severnem rtu polnočno sonce svojo najnižjo točko v povprečju doseže ob 00:17 po srednjeevropskem poletnem času in ga je mogoče opazovati med 11. majem in 31. julijem.